# Portada/efemèride maig 27
Pat Cash
« 26 de maig · 27 de maig · 28 de maig »